# Police en Tchéquie

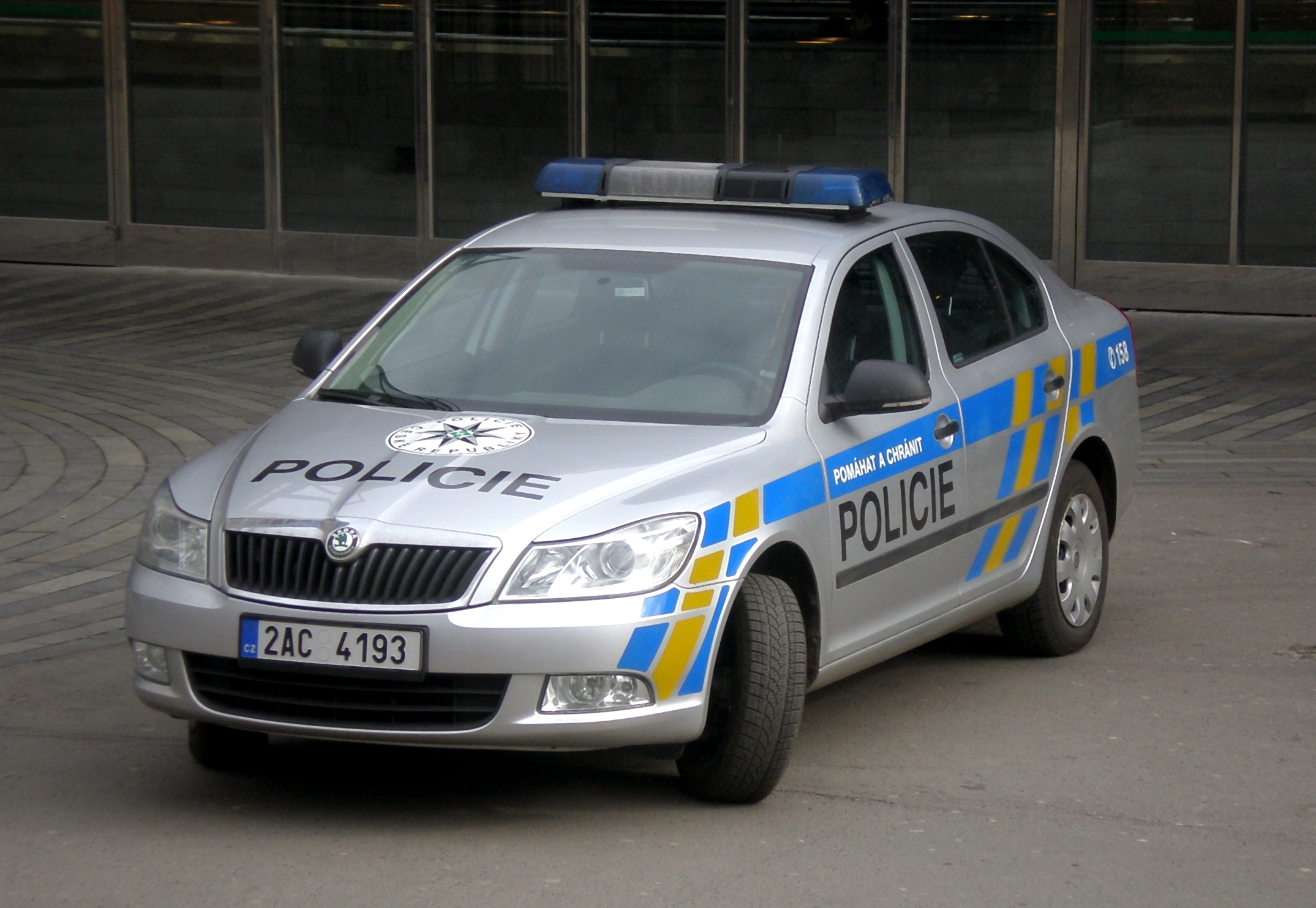
Skoda de la police nationale tchèque

En Tchéquie, il existe trois types de polices : la nationale, la police municipale ainsi que la police militaire.

## Organisation
Au niveau municipal, la police municipale (Městská Policie) est financée et dirigée localement. La taille des forces locales varie et les agents municipaux n'ont que peu de pouvoir de police. Ils s'occupent principalement de la circulation et du stationnement. Ils ne peuvent pas procéder à des arrestations et doivent faire appel à la police nationale pour ce genre de cas.